# 口头证据规则
口头证据规则（英語：Parol evidence rule）是英美普通法系中处理合同纠纷的规则之一。该规则所解决的问题是：诉讼中，为确定合同的特定条款的具体含义，双方当事人可以选择何种材料作为证据。该规则规定，已经敲定的最后的协议文本是双方意思最终和完整的表达，禁止当事人提交合同订立之前形成或与合同文本同时形成的证据主张权利，如将谈判早期的口头意见用作证据，证明当事人对有关合同条款具有不同的意思表示。该项规则可以简单表述为“外部证据不能改变书面合同”。单词“Parol”来自盎格鲁-诺曼语中的parol或parole，意为言辞或口头的。早在中世纪，英美法系的法官和律师已经开始用该词表示口头诉状。
该规则源于英国合同法，为普通法系国家被广泛接受。但是，在不同司法管辖区，该规则的适用存在一定差异。例如，在美国，许多人误以为这是一项证据规则（像联邦证据规则一样），实际上它在美国是一项实体抗辩。但在英国，这确是一项证据规则。
该规则的合理性在于，在合同双方将协议整合至一份单一、最终的合同文本后，即说明双方依各自的意思表示达成合意，将最终合同订立前的一切合意被排除在合同之外。因此，有关过去协议的外部证据不应再用来解释这份最终协议。换句话说，书面合同订立之前的证据不得与书面内容对抗。

## 概述
该规则适用于关于合同的外部证据（如没有形成独立合同的书面通信），涵盖以言辞或其他形式表现的各类证据。如果一份合同以书面形式敲定了最终条款，即使合同最终仅整合成的一个条款，口头的或者其他外部证据也将被排除。然而，这一概括性的条款在适用中存在大量例外，如部分整合合同、存在单独对价的协议等用于消除歧义或建立合同抗辩的情形。
举个例子，甲乙签订了一份书面合同，约定甲以1000美元的价格向乙购买一辆车。但是后来，甲以乙曾口头承诺甲只需要支付800美元即可购得该车而起诉。口头证据规则会禁止甲以此作为证据主张权利，因为该证言与书面合同条款相悖。
该规则确切的适用范围在不同的司法管辖区有所不同。法庭会首先确定该协议事实上是否充分地精简为了一份书面合同（美国法术语上称为充分“整合（英語：intgrated）”）。这是适用该规则的基础。在新南威尔士州铁路总局诉健康户外有限公司案（英語：State Rail Authority of New South Wales v Heath Outdoor Pty Ltd）中，麦克休法官认为，只有在法庭认为所有合同条款均已写入书面文件后，口头证据规则才得以适用。适用“四角规则（英語：Four Corners Rule）”的司法关辖区同样承认该适用门槛。“四角规则”即为进一步发展的口头证据规则。